# Sorbus eleonorae
Sorbus eleonorae är en rosväxtart som beskrevs av Aldasoro, Aedo och C.Navarro. Sorbus eleonorae ingår i släktet oxlar, och familjen rosväxter. Inga underarter finns listade i Catalogue of Life.